# Andre-Hugo Venter
Pour les articles homonymes, voir Venter.

a Compétitions nationales et continentales officielles uniquement.

b Matchs officiels uniquement.
Dernière mise à jour le 27 décembre 2024.
Andre-Hugo Venter, né le 10 septembre 2001, est un joueur international sud-africain de rugby à XV jouant au poste de talonneur avec la franchise des Stormers en United Rugby Championship, et la Western Province en Currie Cup.
Son père, André Venter, est également un joueur international sud-africain de rugby à XV.

## Biographie

### Jeunesse et formation
Andre-Hugo Venter est le fils de l'ancien international sud-africain André Venter. Il est scolarisé au Grey College (en), à Bloemfontein, où il joue pour l'équipe de rugby à XV de l'établissement. Avec son établissement, il dispute notamment la Craven Week ainsi que la Grant Khomo Week avec Jan-Hendrik Wessels. Il commence par jouer au poste de troisième ligne, puis est repositionné en talonneur en moins de 14 ans.
En fin d'année 2020, après de très bonnes performances avec les Maties, il est recruté par les Stormers et commence par jouer avec l'équipe des moins de 21 ans de la Western Province.

### Carrière professionnelle
Andre-Hugo Venter joue son premier match en 2021 avec les Stormers durant la Pro14 Rainbow Cup contre les Bulls.
Il prend ensuite part à la saison 2021-2022 du United Rugby Championship, durant laquelle il s'impose rapidement comme un joueur important de l'équipe. Cette saison voit son équipe remporter la finale de la compétition en battant les Bulls sur le score de 18 à 13. Andre-Hugo Venter entre en jeu dans cette rencontre et marque l'essai de la victoire, permettant aux Stormers de remporter la première édition du United Rugby Championship.
La saison suivante, en 2022-2023, son équipe récidive et se qualifie une nouvelle fois en finale du championnat, mais est cette fois battue par les Irlandais du Munster sur le score de 14 à 19. Venter ne joue pas ce match,.
Il obtient sa première sélection avec l'Afrique du Sud contre le Portugal en juillet 2024 et marque un essai dans ce match remporté 64 à 21.

## Palmarès
- Stormers
  - Vainqueur du United Rugby Championship en 2022
  - Finaliste du United Rugby Championship en 2023